# 辛島デイヴィッド
辛島 デイヴィッド（からしま デイヴィッド、David Karashima、1979年 - ）は、翻訳家、小説家。早稲田大学国際教養学部教授。翻訳家として日本の小説の英訳を行うほか、日本語で小説を執筆している。

## 略歴
東京都生まれ。父親はイギリス人。日本のアメリカンスクールで学んだ後、アメリカのタフツ大学国際関係学部を卒業。イギリスのミドルセックス大学で文芸創作の修士号取得。その後、スペインのロビラ・イ・ビルヒリ大学（Universidad Rovira i Virgili）博士課程でも学んでいる。
翻訳家としては、山田太一や金原ひとみ、松浦寿輝、筒井康隆の作品の日本語から英語への翻訳をおこなっている。また、2009年11月、講談社が主催する「講談社Birth」の小説部門第10回最終選考を通過し、翌年2月に初の小説作品『神村企画』を刊行した。
日本財団国際業務担当プログラムオフィサー。東京国際文芸フェスティバルでは事務局ディレクターを務める。

## 主な翻訳
日本語から英語への翻訳
- 金原ひとみ『蛇にピアス』（Snakes and Earrings、ISBN 9780525948896）
- 筒井康隆『時をかける少女』（The Girl Who Leapt Through Time 、ISBN 9781846881343）

## 小説リスト
日本語で執筆
- 神村企画 The Making of the Next Kamimura （2010年2月、講談社Birth、ISBN 978-4-06-282815-4）

## その他の活動
エッセイ （日本語）
- 失われたパンを求めて （『群像』2010年6月号）